# محمد کدخدایی
محمد کدخدایی (زاده ۴ شهریور ۱۳۳۸ در تهران) بازیگر اهل ایران است.

## زندگی‌نامه
محمد کدخدایی متولد ۱۳۳۸ در تهران و دارای مدرک کارشناسی بازیگری و کارگردانی از دانشگاه تهران است. شروع فعالیت وی در رادیو با نویسندگی و بازیگری نمایش‌های رادیویی از سال ۱۳۵۸، در تئاتر با بازیگری و کارگردانی نمایش «عذر موجه» در سال ۱۳۵۸، در تلویزیون با نویسندگی و بازیگری از سال ۱۳۶۱ و همچنین در سینما با فیلم «زرد قناری» به کارگردانی رخشان بنی‌اعتماد در سال ۱۳۶۷ بوده است.

## فیلم‌شناسی

### سینما
- مینی‌بوس (۱۳۸۹)
- عشق فیلم (۱۳۸۱)
- افسانه پوپک طلائی (۱۳۷۷)
- آینه و مرداب (۱۳۷۴)
- رؤیای نیمه‌شب تابستان (۱۳۷۳)
- من زمین را دوست دارم (۱۳۷۲)
- عیالوار (۱۳۷۱)
- جیب برها به بهشت نمی‌روند (۱۳۷۰)
- پول خارجی (۱۳۶۸)
- شنگول و منگول (۱۳۶۸)
- زرد قناری (۱۳۶۷)

### تلویزیون
- ماجراهای رونالدو و مادرش (حسین پناهی)
- هزار رنگ و هزار برگ (حسین فردرو)
- درس شیرین ریاضی یا ق مثل قلقلک (حسین محب‌اهری)
- مش خیرالله صندوقچه اسرار
- جدی نگیرید
- آرزو
- تولدی دوباره
- عشق آباد
- مبصر چهار ساله کلاس